# الجرانة (إب)

تعديل مصدري - تعديل

الجرانة محلة تابعة لقرية نقيل السنف، التابعة لعزلة بلادشار بمديرية إب إحدى مديريات محافظة إب في الجمهورية اليمنية، بلغ تعداد سكانها 69 حسب تعداد اليمن لعام 2004.